# Заккарія Гізольфі

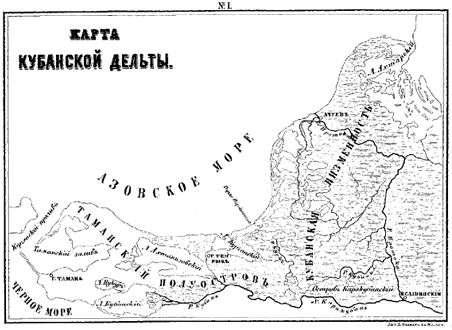
Таманський півострів, карта 1870 року

Заккарія Гізольфі (Zaccaria de Guizolfi, Zaccaria de Ghisolfi, Захарія Гуйгурсіс, Захарія Гуїл Гурсіс, у документах московського посольського наказу Князь Таманський Захарія) — представник генуезького аристократичного роду де Гізольфі, який правив генуезькою колонією Матрега у колишньому руському місті Тмутаракань на Таманському півострові в XV сторіччі.

## Біографія
Рік народження і смерті Захарія невідомі. Відомо, що він був онуком Сімеона де Гізольфі, який в 1419 році в результаті шлюбу свого сина Вінченцо з Бікі-ханум, дочкою власника Матреги, черкеського князя Берозока, став володарем Матреги. Таким чином, Захарія по батькові (Вінченцо Гізольфі) був італійцем, по матері — черкесом (адигом).
Сімеон де Гізольфі помер у 1446 році. Опікуни його спадкоємців (отже, вони ще не досягли повноліття) в знак залежності від «Великої громади» піднесли Кафському консулу живого сокола. Імена цих номінальних правителів Тамані в 1446 році невідомі. Перша достовірна звістка, що саме Захарія володів Таманню, відноситься до 1457 року. В цьому році у володіннях сеньйорів Гізольфі відбулося повстання проти генуезців, підтримане черкеськими князями. Захарія, черкес по матері, зміг утриматися на Тамані. Наслідком події стало зміцнення раніше побудованого замку. Надалі відносини сеньйора Гізольфі з Кафою й Банком святого Григорія були досить напруженими.
У 1465 році Захарія, самовільно почав стягувати мито з, проїжджаючих повз береги його князівства, кораблів, що викликало незадоволення кафського консула Георгіо Рецці. Після цього таманський князь таємно спробував вступити у військовий союз з кримським ханом Хаджі-Ґераєм, й організувати напад на Кафу, але листи переписки були перехоплені, а Захарію заарештовано й відправлено на ув'язнення в Солдайю. Після приходу до влади Менглі-Герая його було звільнено й видворено за межі Криму.
Близько 1470 року «Зіхський принц» Кадібельді захопив місто й вигнав Захарію з його вітчини. Незабаром Кадібельді дозволив йому повернутися у свої володіння.
У 1472 році між Захарією Гізольфі й Банком Св. Георгія було укладено угоду, за якою він давав згоду підкорятися кафському консулу за умови, що той не буде стягувати з нього нічого понад встановлений колишніми угодами.
Другий раз Захарія втратив свою вітчину в 1475 році, коли турки захопили генуезьку Кафу, готський Мангуп й ряд інших прибережних міст, в тому числі й Матрегу.
Подорож Захарії до Генуї закінчилася невдало. По дорозі його затримав й, як він писав в подальшому у Геную й у Москву, пограбував й довго мучив «воєвода Степан», тобто господар Молдови Стефан Великий. Відомо, що Стефан раніше пропонував Захарії влаштуватися у Волощині, очевидно розраховуючи на нього, як союзника у боротьбі з Османами. Після звільнення з полону Захарія повернувся на Тамань і протримався там до 1482 року, коли остаточно був витіснений турками.
У 1482 році Захарія намагався взяти в Банку Св. Георгія кредит в 1000 дукатів, але відповіді він не отримав (лист від 12 серпня 1482 року). Як випливає з його листа, гроші йому були необхідні, щоб сплатити відступне черкеським князям й мати їх своїми союзниками. До того часу на Тамані зібралося 180 сімей біженців із захоплених турками міст. Очевидно, з їх допомогою та союзних черкеських князів Захарія сподівався утримати Тамань.
Після втрати свого князівства Захарія якийсь час перебував у Кафі, а потім перебрався до сусіднього з Матрегою Копаріо (сучасний Слов'янськ-на-Кубані), де знайшов свій тимчасовий притулок (можливо у родичів).
У 1483 році через московських купців Гізольфі звернувся до великого князя Московського Івана III з проханням прийняти його на службу. З Москви відповіли з усією гостинністю, але з ряду причин листування затягнулося. Перше послання Захарія відправив з Кафи, друге, не отримавши московської відповіді, — з Копаріо. У зв'язку з цим листуванням в писцовій книзі Посольського наказу з'явився запис про те, що «жидовину Захарії Скарі» було відправлено послання та наведено його текст. Відповідність адресата послання й Захарії Гізольфі ще в XIX сторіччі була встановлена професором Пилипом Бруном. Саме цей запис дозволив вважати князя де Гізольфі євреєм за національністю. Після відкриття на початку XX сторіччя «Посланні на жиди й єретики» ситуація заплуталася ще більше. У «Посланні», написане ченцем Сінного острову Савою для московського посла в Криму Дмитра Шеїна, згадується той самий «жидовин Захарія Скара». З тексту документа недвозначно ясно, що цей самий жидовин Захарія намагався схилити боярина в жидовство. У результаті цієї помилки склалося враження, що Захарія Гізольфі є винним у виникненні жилівствуючої єресі у Новгороді Схарія. Втім, у подальшому листуванні адресат вже не згадується як «жидовин», а називається або «черкесином», або князем Таманським Захарією Гуйгурсісом, нарешті «фрязином», тобто італійцем. В єдино збереженому листі Захарії, відомому у російському перекладі, (оригінал був написаний на латині) сам себе він називає «князем таманським Захарією Гуїл Гурсісом».
У 1487 році, згаданому московському послу Шеїну було доручено сприяти приїзду Таманського князь до Москви. З проханням сприяти переїзду звернулися й до кримського хана Менглі-Гірея. Проте, з ряду причин, серед яких була протидія турецького султана (по донесенню московського посла князя Ромодановського, Захарія виявився «великим грубником султану»), поїздка не відбулася. Сам Захарія довго вагався й переносив терміни від'їзду, але зрештою так і не рушив з місця. У 1500 році з Москви надійшла ще одна спроба запросити знатного черкеса на службу до Москви. З «пам'яті» послу князю Івану Кубенському стає відомим, що у той час Гізольфі вже служив Менглі-Гірею. Крім того, до 1505 року його ім'я згадується серед кримської знаті, яка отримувала «литовські поминки». На ханської дипломатичній службі був й його син Вінченцо, який не раз їздив послом до Литви.